# سبب دعوى

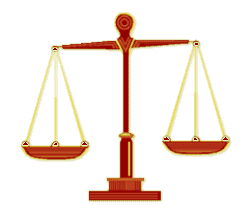

في القانون سبب الدعوى هو عبارة عن مجموعة من الحقائق كافية لتبرير حق المدعي في رفع دعوى للحصول على المال والممتلكات، أو إنفاذ الحق ضد طرف آخر (المتهم). يشير هذا المصطلح أيضا إلى النظرية القانونية التي من خلالها يجلب المدعي دعوى قضائية (مثل الاخلال بعقد، أوالضرب، أو الحبس المزيف). الوثيقة القانونية التي تحتوي على إدعاء عادة يطلق عليها «بيان إدعاء» في القانون الإنجليزي، أو «شكوى» في الممارسات الفيدرالية للولايات المتحدة وفي العديد من الولايات الأمريكية. ومن الممكن إخطار الطرف الذي ترفع الدعوى عليه (المتهم) بالتهمة المزعومة التي أسفرت عن الأضرار، وغالباً ما يحتوي على مبلغ من المال يجب على الطرف المتلقي ان يدفعه/يوفيه.
لمتابعة سبب الدعوى، المدعي يقاضي أو يزعم الحقائق المذكورة في الشكوى، والمرافعة تبدأ الدعوى القضائية. سبب الدعوى يشمل عموماً كلٍ من النظرية القانونية (التهمة القانونية التي عانى منها المدعي) والمعالجة القانونية (الحل الذي تطلب المحكمة منحه). في كثير من الأحيان الحقائق أو الظروف التي تخول للشخص أن يسعى في الحصول على الحل القضائي قد تشمل اسباب متعددة لاجراء العملية. على الرغم من أنها واضحة إلى حد ما في تقديم بيان للإدعاء في معظم الولايات القضائية، إذا لم يتم إجراء ذلك بشكل صحيح، قد يفقد الطرف الذي قام بالإيداع قضيته لأسباب فنية بسيطة.